# Língua kunigami
O Kunigami é uma língua ryukyuana falada majoritariamente ao norte de da Ilha de Okinawa, Japão. Falado por 5.000 pessoas (2004), corre risco de extinção.